# Сибирский радиогелиограф
Сибирский радиогелиограф (СРГ) — один из крупнейших астрономических инструментов России, находится на территории Радиоастрофизической обсерватории «Бадары», принадлежащей ИСЗФ СО РАН. Предназначен для измерения активности Солнца и наблюдения за его поверхностью.

## Описание
Сибирский радиогелиораф — интерферометр, работающий на частотах 3 — 24 ГГц. Состоит из трёх антенных решёток, работающих в полосах 3 — 6, 6 — 12 и 12 — 24 ГГц соответственно. Диаметры антенн — 3, 1,8 и 1 м соответственно, их количество — 129, 192 и 207. Решётки 3 — 6 и 6-12 ГГц эквидистантны, а в решётке 12 — 24 ГГц шаг излучателей увеличивается от центра к краям. Разрешение решёток — 15 — 30, 12 — 24 и 7 — 13 угловых секунд соответственно.
Антенны имеют круговую поляризацию.

## История
Первые работы, связанные с построением радиогелиографа, завершились в 2016 году построением первой очереди, содержащей 48 антенн, работающих в диапазоне 4 — 8 ГГц.
Проектирование радиогелиографа осуществлялось по постановлению правительства России от 2018 года. техническое задание разработано под руководством А. Т. Алтынцева и С. В. Лесового сотрудниками Сибирского отделения РАН.
Первая решётка — 3 — 6 ГГц — была запущена в мае 2021 года.
Строительство радиогелиографа было завершено в июню 2023 года.
Принят в эксплуатацию 28 ноября 2023 года.
Стоимость работ составила 2,5 миллиарда рублей.